# Корисні копалини Грузії
Корисні копалини Грузії

## Загальна характеристика
Тривалий поліциклічний геологічний розвиток обумовив утворення на території Грузії великої кількості родовищ і рудопроявів різноманітних видів мінеральної сировини. Це паливно-енергетичні ресурси (нафта, газ, вугілля), марганець, арсен, кольорові і благородні метали (мідь, свинець, цинк, золото, срібло і інш.), гірничо-хімічна сировина (барит, кальцит, бентонітові глини, тальк, андезит, базальт і інш.), нерудна сировина для металургії (смолодоломіти, доломіт, флюсові вапняки, формівні піски), керамічна і порцелянова сировина (каолін, глини, трахіти, ріоліти, пегматити), кольорові камені (агат, онікс, гагат, яшма і інші), діатоміт, перліт, ріоліт, різноманітні будівельні матеріали (цементна сировина, шлак, мармур, туф, базальт, граніт, глини, піски, гравій, вапняки), а також літографський камінь, що використовується у виробництві штучних алмазів, агрономічні викопні корисні копалини (сапропель, торф), підземні води (прісні, термальні і мінеральні) і деякі інші. Найважливіші корисні копалини Грузії — марганцеві, мідні, арсенові, свинцеві і цинкові руди, руди рідкісних і дорогоцінних металів, нафта, вугілля, барит, діатоміт, бентонітові глини, доломіт, тальк, а також мінеральні і термальні води. Запаси вугілля, нафти і природного газу незначні (основні корисні копалини див. табл.). Сумарна вартість розвіданих запасів корисних копалин Грузія становить понад 50 млрд дол. США (2001). Геологічні мінеральні резерви Грузії оцінюють в US$ 100 млрд [Mining Annual Review 2002].
Таблиця. — Основні корисні копалини Грузії станом на 1998-99 рр.
| Корисні копалини               | Запаси       | Запаси   | Вміст корисного компоненту в рудах, % | Частка у світі, % |
| Корисні копалини               | Підтверджені | Загальні | Вміст корисного компоненту в рудах, % | Частка у світі, % |
| Барит, тис. т                  | 5440         | 7120     | 42–60 (BaSO4)                         | 1,6               |
| Золото, т                      | 30           | 45       | 1,8 г/т                               | 0,1               |
| Марганцеві руди, млн т         | 185          | 197      | 20 (Mn)                               | 5,2               |
| Мідь, тис. т                   | 412          | 691      | 1,56 (Cu)                             | 0,1               |
| Нафта, млн т                   | 6,6          |          |                                       |                   |
| Природний горючий газ, млрд м³ | 3,5          |          |                                       |                   |
| Свинець, тис. т                | 112          | 225      | 1,56 (Pb)                             | 0,1               |
| Срібло, т                      | 200          | 1500     | 150 г/т                               |                   |
| Вугілля, млн т                 | 425          | 481      |                                       |                   |
| Цинк, тис. т                   | 273          | 563      | 3,8 (Zn)                              | 0,1               |

## Окремі види корисних копалин
Нафта і газ. Промислова нафтоносність пов'язана з відкладами верхньої крейди-пліоцену. Притбіліський нафтогазоносний район представлений родовищами: Самгорі-Патардзеулі, Норіо, Сацхенісі, Телеті, Південний купол Самгорі. У Південно-Кахетинському нафтогазоносному районі розташовані родовища: Тарібана, Патара-Шіракі і Мірзвані. В Гурійському районі — родовища Супса і Шромісубані-Цкалцмінда, в Колхідському районі — родовище Східне Чаладіді. Нафти цих родовищ як правило, малосірчисті (вміст сірки 0,2-0,5 %). Глибина залягання продуктивних горизонтів — 350-3500 м. Густина нафти в межах 820-930 кг/м³.
За оцінками американської компанії Anadarko (2002-2003) на грузинському шельфі Чорного моря можуть бути відкриті великі родовища нафти і газу, причому видобуток нафти при сучасних методах їх експлуатації буде рентабельним. Багаті запаси можуть бути знайдені на родовищах Дедоплісцкаро, Тарібана і інш.
Ресурси нафти в Грузії станом на 2001 р оцінені в 600 млн т (за експертними оцінками вони можуть бути збільшені до 1100 млн т), включаючи 200 млн т на шельфі Чорного моря і до 125 млрд м³ газу [Mining Annual Review 2002].
Тверді горючі корисні копалини представлені кам’яним і бурим вугіллям та торфом. Промислове значення має Ткварчельське родовище кам. вугілля, а на Грузинській брилі — Ткібулі-Шаорське родовище кам'яного вугілля. Основні запаси кам'яного вугілля зосереджені на Ткібулі-Шаорському родовищі (310 млн т). Потужність вугільної товщі близько 60 м, кут падіння 10-45°, глибина залягання — 800-1200 м. Потужність робочих пластів до 6-12 м. Вугілля кларенове, газове. Буре вугілля в промислових масштабах відоме в Ахалцихському басейні, розташованому в тектонічній депресії південної частини Аджаро-Тріалецької складчастої зони. Продуктивною є товща потужністю до 180 м, в якій виділяються 5 пластів складної будови. Робочими з них є 2 крутоспадних пласта потужністю до 6 м. Вугілля гумусове, буре, високозольне — зольність 45 %, теплотворна здатність до 6,475 МДж. Запаси бурого вугілля — 70 млн т. Запаси торфу близько 65 млн т. Вони приурочені до низин узбережжя Чорного моря в районах Поті, Анакліа, Ланчхуті.
Марганцеві руди приурочені головним чином до піщано-силіцитової товщі олігоцену. Понад 90 % запасів марганцю зосереджено в унікальному Чиатурському родовищі в олігоценовій осадовій товщі з пологим заляганням рудних шарів. Прогнозні запаси руд марганцю близько 500 млн т. Марганцевоносний горизонт залягає на глибині від 10 до 100-150 м. Загальна потужність марганцевого горизонту 0,5-10 м. Потужність промислової пачки близько 5 м. Руди окисні, карбонатні та окиснені з вмістом марганцю 17-25 %. Переважають карбонатні руди (близько 47 %) з середнім вмістом марганцю 16,5 %. Змішані руди становлять 11,6 % запасів родовища (при середньому змісті марганцю 20,9 %); оксидні легкозбагачувані — близько 28 % (26,4 % Mn), в тому числі пероксидні 2,4 % (38,5 % Mn); важкозбагачувані оксидні («мцварі») — 0,3 % (24,3 % Mn); окиснені — 13,6 % (21,3 % Mn). Видобуток руд проводиться і підземним, і відкритим способами.
Мідні руди зосереджені головним чином в Болніському рудному районі, в родовищах: Маднеулі, Цітелсопелі, Квемо-Болнісі, Тамарісі та ін. Головні мінерали: пірит, барит, халькопірит, сфалерит, ґаленіт. Середній вміст міді в промислових типах руд 1-4 %. Розробляється Маднеульське родовище. На 2001 р за даними [Mining Annual Review 2002] загальні запаси — близько 460 тис. т, включаючи 300 тис. т доведених запасів, середній вміст 1,29 % Cu.
Благородні та кольорові метали. Перспективні нові родовища благородних і кольорових металів, прогнозні ресурси яких значні (золото — 500-700 т, срібло — 800-1000 т, мідь — 1,5-2,0 млн т, свинець — 800 тис. т, цинк — 2,1 млн т і т.д.). У найбільш освоєному Болніському рудному районі виявлено 6 комплексних родовищ (Маднеулі, Сакдрісі, Давид-Гареджі, Цітелісопелі, Квемо-Болнісі, Дамблудка) з розвіданими запасами категорій С1+С2: золото — близько 80 т (вміст в рудах 0,7-4,7 г/т), срібло — 725 т (2,12-27,9 г/т), мідь — близько 700 тис. т (0,8-1,4 %), баритові руди — 18,4 млн т (вміст BaSO4 в руді 19,3-27,1 %) і цілий ряд перспективних рудопроявів з сумарними прогнозними ресурсами золота — 100 т, міді — 500 тис. т, баритових руд — 6-7 млн т. В Рача-Сванетському рудному районі, де розробляються два родовища реальгар-аурипігментних і золото-арсенових руд, є серйозні перспективи виявлення великих запасів арсенових руд, що містять благородні метали. Південно-східніше в Кваїсинському рудному вузлі реальний значний приріст запасів свинцево-цинкових і баритових руд на площах поблизу залучених до експлуатації Кваїсинського свинцево-цинкового і Чордського баритового родовищ. Сприятливі перспективи по благородних і кольорових металах є в Аджарському, Гурійському, Дзама-Гуджарецькому рудних вузлах, а також в межах чорносланцевої зони південного схилу Великого Кавказу.
Інші корисні копалини. Крім того, в Грузії відомі родовища залізних руд (загальні запаси 150 млн т, вміст заліза 20-30 %), ртутних руд (в Абхазії та Південній Осетії), стибієвих руд (промислове значення має Зопхітське родовище у Верхній Рачі, вміст металу в руді 7-17 %), свинцево-цинкової руди (Кваїське родовище), родовища бариту і кальциту (Гагрсько-Джавська зона Великого Кавказу та Болніський рудний район Артвіно-Болніської брили), арсенової руди (Лухумське родовище в Верхній Рачі і Цанське родовище в Нижній Сванетії), андезиту (Казбегське і Кобійське родовища), родовища бентонітових глин (Гумбрське, Асканське та інші родовища), а також родовища діатоміту, тальку, серпентиніту, цеоліту, дорогоцінного і виробного каміння (обсидіан, агат, бірюза, аметист, яшма, ґранат, топаз та ін), нерудної індустріальної сировини. Баритові родовища Грузії можуть стати базою для виробництва баритів-обважнювачів бурильних розчинів. 
На території Грузії відомо понад 100 родовищ і виявів облицювальних каменів і понад 200 родовищ різних будівельних матеріалів зі значними розвіданими запасами і прогнозними ресурсами. 
Грузія багата на мінеральні (“Боржомі” і інш.) та термальні води, сумарний дебіт яких 1300 л/с, ресурси 8100 л/с. Це еквівалентно 2 млн т. умовного палива.